# 윤필용
윤필용(尹必鏞, 1927년 3월 10일 ~ 2010년 7월 24일)은 대한민국의 군인 ,정치인, 국영기업인이었다. 본관은 파평(坡平)이며 경상북도 청도군 출신이다. 6.25 전쟁과 베트남 전쟁에 참전하였으며 전두환 등이 속한 하나회의 후견자였다. 그리고 윤필용 사건으로 2년간 투옥되었다가 풀려났으며, 하나회가 중심을 거머쥔 신군부가 권력을 잡은 이후 한국도로공사 사장, 한국담배인삼공사 이사장 등을 지냈다.

## 학력
- 대구고등보통학교 졸업
- 대한민국 육군사관학교 8기
- 대한민국 육군보병학교 졸업
- 대한민국 육군고급부관학교 졸업
- 대한민국 육군기갑학교 졸업
- 대한민국 육군포병학교 졸업
- 대한민국 육군대학 졸업

## 경력
- 1961년 국가재건최고회의 의장 비서실장 대리
- 1962년 연대장
- 1963년 육군본부 관리참모부 분석과장
- 1965년 육군 방첩부대장
- 1965년 베트남 전쟁 참전
- 1968년 육군 수도기계화보병사단 사단장
- 1969년 임충식 장군(당시 대한민국 제17대 국방부 장관)의 비서실 특별보좌관
- 1970년 정내혁 장군(당시 대한민국 제18대 국방부 장관)의 비서실 특별보좌관
- 1970년 육군 수도경비사령부 제3대 사령관
- 1973년 업무상횡령 등의 혐의로 인하여 구속(8개 죄목으로 징역 15년, 벌금 2,000만원, 추징금 590만원) : 윤필용 사건
- 1973년 육군 소장 강제예편
- 1975년 형집행정지 석방
- 1976년 사면복권
- 1980년 제4대 한국도로공사 사장
- 1982년 한미친선협회 이사장
- 1987년 한국전매공사 이사장
- 1989년 한국담배인삼공사 이사장
- 1995년 자유민주연합 상임고문 겸 당무위원(1995년 6월)
- 1995년 자유민주연합 탈당(1995년 8월)

## 상훈
대한민국
- 을지무공훈장

국외
- 남베트남(베트남 공화국) 1등 육군훈장
- 태국(타이 군주국) 2등 무공훈장
- 대만(중화민국) 은휘훈장

## 윤필용을 연기한 배우들
- 민지환(제4공화국) - 문화방송 드라마
- 민지환(제5공화국) - 문화방송 드라마
- 박웅(코리아게이트) - 서울방송 드라마

## 같이 보기
- 전두환
- 노태우
- 베트남 전쟁

| 전임 박영석 | 제15대 육군방첩부대장 1965년 3월 6일~1968년 2월 17일 | 후임 (육군보안사령관)김재규 |